# Rhaphium pectinatum
Rhaphium pectinatum är en tvåvingeart som först beskrevs av Friedrich Hermann Loew 1859.  Rhaphium pectinatum ingår i släktet Rhaphium och familjen styltflugor. Arten är reproducerande i Sverige. Inga underarter finns listade i Catalogue of Life.